# Chi Kim thất
Chi Kim thất hay còn gọi chi bầu đất (danh pháp khoa học: Gynura) là một chi của Họ Cúc (Asteraceae).  Lưu trữ ngày 28 tháng 9 năm 2007 tại Wayback Machine, phân họ Cúc (Asteroideae), tông Xuyên liên (Senecioneae). Trong dân gian còn gọi chung nhóm này la rau lủi hay rau lúi.
Chi này được Alexandre Henri Gabriel de Cassini miêu tả lần đầu tiên năm 1825 trên cơ sở loài Senecio pseudochina L., 1753.
Các loài trong chi này phân bố rộng khắp vùng nhiệt đới và ôn đới Cựu thế giới, từ châu Phi tới Đông Nam Á, Nhật Bản, Trung Quốc, Australia và các đảo trên Thái Bình Dương nhưng không có ở Madagascar. Loài được biết nhiều nhất thuộc chi này là Gynura aurantiaca, được gọi như thế vì màu cam của cụm hoa (aurantiaca là tính từ trong tiếng La tinh để chỉ màu cam). Các loài khác có G. bicolor và G. crepidioides.

## Danh sách loài
Hiện tại người ta ghi nhận khoảng 46 loài thuộc chi này.
- Gynura abbreviata F.G.Davies
- Gynura albicaulis W.W.Sm.
- Gynura amplexicaulis Oliv. & Hiern
- Gynura angulosa (Wall.) DC.
- Gynura aurantiaca (Blume) Sch.Bip. ex DC.: Kim thất nhung[4]
- Gynura barbareifolia Gagnep.: Kim thất cải, cải kim thất, rau lúi, rau bầu đất[4].
- Gynura batorensis F.G.Davies
- Gynura bicolor (Roxb. ex Willd.) DC.: Rau bina Okinawa. Ở Nhật Bản gọi là Kinjiso. Được biết đến tại Đài Loan với tên gọi 紅鳳菜 (hồng phượng thái).
- Gynura brassii F.G.Davies
- Gynura calciphila Kerr
- Gynura campanulata C.Jeffrey
- Gynura carnosula Zoll. & Mor.
- Gynura colaniae Merr.: Kim thất Colani[4].
- Gynura colorata F.G.Davies
- Gynura cusimbua (D.Don) S.Moore: Bầu đất[4].
- Gynura divaricata (L.) DC.: Bầu đất, tam thất giả, rau tàu bay, kim thất tai, bầu đất hoa vàng, kim thất giả, sun binh[4].
- Gynura drymophila (F.Muell.) F.G.Davies
- Gynura elberti J.Kost.
- Gynura elliptica Y.Yabe & Hayata ex Hayata
- Gynura emeiensis Z.Y.Zhu
- Gynura formosana Kitam.
- Gynura fulva F.G.Davies
- Gynura grandifolia F.G.Davies
- Gynura haematophylla DC.
- Gynura hispida Thwaites
- Gynura hmopaengensis H.Koyama
- Gynura japonica (Thunb.) Juel: Kim thất Nhật, cúc tam thất, thổ tam thất, bạch truật nam[4].
- Gynura lycopersicifolia DC.: Kim thất lá cà chua, kim thất lá tô mách[4].
- Gynura malaccensis Belcher
- Gynura micheliana J.-G.Adam
- Gynura nepalensis DC. (cholesterol spinach; supposedly cholesterol-lowering)
- Gynura nitida DC.: Kim thất láng, cải giả, cải trời, bầu đất láng, thài lài núi[4].
- Gynura ovalis DC.: Bầu đất, kim thất tai[4].
- Gynura panershenia Z.Y.Zhu
- Gynura procumbens (Lour.) Merr.: Kim thất, bầu đất, rau bầu đất dại, rau lúi, dây chua lè[4].
- Gynura proschii Briq.
- Gynura pseudochina (L.) DC. (loài điển hình): Thổ tam thất, nam bạch truật, kim thất giả, kim thất Bodinier, cỏ tàu bay, ngải rít, bầu đất dại[4].
- Gynura rubiginosa Elmer
- Gynura scandens O.Hoffm.
- Gynura sechellensis (Baker) Hemsl.
- Gynura steenisii F.G.Davies
- Gynura sundaiaca F.G.Davies
- Gynura taiwanensis S.S.Ying
- Gynura travancorica W.W.Sm.
- Gynura valeriana Oliv.
- Gynura vidaliana Elmer
  - Gynura vidaliana var. apoensis (Elmer) F.G.Davies